# JHT Kalajoki
JHT Kalajoki (w skrócie JHT) – fiński klub hokeja na lodzie z siedzibą w Kalajoki.
W rozgrywkach Suomi-sarja (trzeci poziom ligowy) drużyna JHT zdobywała kolejno medale brązowy w 2016, srebrny w 2017 i złoty w 2018.

## Sukcesy
- Brązowy medal Suomi-sarja: 2016
- Srebrny medal Suomi-sarja: 2017, 2022, 2023
- Złoty medal Suomi-sarja: 2018

## Zawodnicy
Wychowankami klubu zostali Jussi Jokinen, Joni Puurula.